# Luis de León
Fray Luis de León (n. 1527 - d. 23 august 1591) a fost un călugăr augustin și poet spaniol.
Reprezentant al școlii de la Salamanca, a fost considerat unul dintre cei mai valoroși poeți castilieni.
Creația sa renascentistă are caracter meditativ, în care fuzionează motive religioase.
Lirica sa are ca teme: natura, iubirea, prietenia, liniștea vieții rurale și are unele accente horațiene sau patriotice.

## Scrieri
- Înălțarea domnului ("Ascensión del Señor")
- Sălașul ceresc ("La morada del cielo")
- Lui Salinas ("A Salinas")
- Profeția râului Tajo ("Profecía del Tajo")
- 1583: Numele lui Christos ("Los nombres de Cristo")
- 1583: Soția perfectă ("La perfecta casada")
- 1631: Poezii ("Poesías").

Luis de León a efectuat traduceri remarcabile din Biblie (Cartea lui Iov, Cântarea Cântărilor, Psalmi), poeți elini (Pindar, Euripide), latini (Virgiliu, Horațiu), italieni (Petrarca).
1. ↑  „Luis de León”, Gemeinsame Normdatei, accesat în 29 martie 2015
2. ↑  CONOR.SI[*] Verificați valoarea |titlelink= (ajutor)